# Jimmy Fallon
James Thomas Fallon (n. 19 septembrie 1974) este un comedian, actor, cântăreț, scriitor, producător și prezentator de televiziune american. Este cunoscut pentru interpretarea de roluri comice în cadrul emisiunii Saturday Night Live și pentru prezentarea talk-show-urilor Late Night with Jimmy Fallon (2009-2014) și The Tonight Show Starring Jimmy Fallon (2014-prezent).
Fallon a crescut cu înclinații spre muzică și actorie, mutându-se la 21 de ani în Los Angeles pentru a urma o carieră în stand-up comedy. Își împlinește visul în 1998, când este selectat în distribuția producției NBC, Saturday Night Live. Fallon joacă la SNL până în 2004, fiind, alături de Tina Fey, gazda segmentului de comedie Weekend Update și devenind, între timp, o celebritate. Urmează să joace în lungmetraje ca Taxi (2004) și Fever Pitch (2005).
Fallon se întoarce la televiziune în 2009, prezentând show-ul de noapte Late Night with Jimmy Fallon. Emisiunea punea accent pe muzică și jocuri video. În 2014, renunță la programul TV pentru a deveni a șasea gazdă a The Tonight Show. Fallon a publicat șapte cărți și a lansat două albume de comedie.

## Copilărie
James Thomas Fallon s-a născut pe 19 septembrie 1974, în cartierul Bay Ridge din Brooklyn, New York. Este fiul lui Gloria (n. Feeley, 1949–2017) și James Fallon, Sr. (n. 1948). Fallon are o soră mai mică, pe nume Gloria. Are rădăcini germane, irlandeze și norvegiene. Bunica sa paternă, Luise Schalla, a fost o imigrantă germană din Osterholz-Scharmbeck, iar tatăl bunicii sale materne, Hans Hovelsen, a fost un imigrant norvegian din Fredrikstad.  Alt strămoș a fost Thomas Fallon, irlandez din Comitatul Galway.
Fallon a fost crescut romano-catolic, studiind la școala St. Mary of the Snow. Fallon și-a descris copilăria ca fiind "idilică",  părinții săi fiind descriși însă ca exagerat de protectori. În ciuda dorinței inițiale de a deveni preot, Fallon urmează o carieră în comedie, fiind fascinat de la o vârstă fragedă de emisiunea Saturday Night Live și de programul radiofonic The Dr. Demento Show. În 1992, Fallon absolvă liceul Saugerties High School și devine student la College of Saint Rose, în Albany, New York.

## Carieră
În 1995, Fallon a renunțat la studiile de la Saint Rose, cu un semestru înaintea absolvirii în domeniul comunicații, acesta mutându-se în Los Angeles să-și urmeze pasiunea pentru comedie. Și-a angajat un manager și a început să participe la audiții la vârsta de 21 de ani. A lucrat cu trupa de improvizație Groundlings pentru doi ani, rămânând concentrat să devină membru al distribuției SNL. În 1997, ratează selecția programului TV, dar reușește să obțină o a doua audiție după o perioadă scurtă de timp. Fallon se prezintă pe scenă cu o serie de improvizații inspirate de actorii Jerry Seinfeld, Chris Rock, Bill Cosby și Adam Sandler, prestația impresionând chiar și creatorul SNL, Lorne Michaels.
Fallon și-a făcut debutul SNL în septembrie 1998, la începutul celui de-al douăzeci și patrulea sezon al emisiunii. Se bucură de apariții regulate, devenind rapid un idol cu fane și site-uri web dedicate lui. Îi imită deseori pe Robert De Niro, Jerry Seinfeld și Howard Stern. În aceeași perioadă, Fallon publică o carte bazată pe e-mail-uri schimbate cu sora sa Gloria, intitulată I Hate This Place: A Pessimist's Guide to Life (1999), și joacă rolul lui Dennis Hope în comedia Almost Famous (2000).
Fallon își imagina inițial că durata sa ca membru SNL nu va depăși trei ani, la fel ca în cazul actorului John Belushi. Cu toate acestea, Fallon continuă să joace până la sfârșitul celui de-al șaselea său sezon, în 2004. Prezintă, alături de Tina Fey, segmentul de știri Weeekend Update. Joacă împreună cu Justin Timberlake în scheciul The Barry Gibb Talk Show, în care cuplul îi portretizează pe frații Barry și Robin din formația Bee Gees. Fallon prezintă gala din 2001 și 2002 a MTV Movie Awards și modelează pentru Calvin Klein. Înregistrează primul său album de comedie, The Bathroom Wall (2002), materialul fiind nominalizat la Premiile Grammy. În 2002, Fallon este clasat în topul celor mai frumoși 50 de oameni, de către revista People.
După o serie de filme fără succes, Fallon se mută înapoi în New York. Producătorul Lorne Michaels, care era de părere că Fallon s-ar potrivi ca gazdă TV, ajunge la o înțelegere cu NBC, având în vedere următorul prezentator al show-ului se seară Late Night, găzduit la momentul respectiv de Conan O'Brien. Ca să se pregătească pentru noua sa poziție, Fallon pornește în turneu, vizitând campusuri și cluburi de comedie, și urmărește carierile comedienilor Chevy Chase, Dick Cavett și Johnny Carson. În mai 2008, Fallon devine noua gazdă oficială a fostului Late Night with Conan O'Brien.
Late Night with Jimmy Fallon are premiera pe 2 martie 2009. Primiii invitați ai noului program TV au fost Robert De Niro, Justin Timberlake, Nick Carter și Van Morrison. The Roots a fost formația permanentă a emisiunii.  Până în august 2013, show-ul a fost filmat în Comcast Building din New York City. Semnătura lui Fallon asupra conceptului Late Night a fost promovarea jocurilor cu invitații și momentele muzicale, deseori parodiind melodii originale. Printre artiștii care au debutat la Late Night with Jimmy Fallon se numără Lorde, Kacey Musgraves, Florida Georgia Line, Macklemore & Ryan Lewis, Kendrick Lamar, Ed Sheeran, Ellie Goulding, Carly Rae Jepsen, Sam Smith și ASAP Rocky. Altă caracteristică a emisiunii a fost conexiunea sa cu internetul și rețele sociale, multe dintre scheciuri și momentele muzicale găsindu-și succesul în mediul online.
Fallon prezintă ultimul episod al Late Night pe 4 februarie 2014, acesta urmând să-l înlocuiască pe Jay Leno în cadrul The  Tonight Show. Ultimul invitat al Late Night with Jimmy Fallon a fost actorul SNL Andy Samberg. The Tonight Show with Jimmy Fallon debutează pe 17 februarie 2014. În tranziție, Fallon păstrează formatul vechiului talk-show, promovând artiști noi și livrând o multitudinte de video-uri virale. Printre cele mai populare clipuri se numără interviul din ianuarie 2015 cu Nicole Kidman, în care actrița mărturisește că a avut un crush pe Fallon la începutul anilor 2000, și jocurile din seria Wheel of Musical Impressions, cu Ariana Grande și Christina Aguilera. Emisiunea a fost nominalizată la nouă Premii Emmy, câștigând două.

## Viață personală
Fallon este romano-catolic. S-a căsătorit pe 22 decembrie 2007 cu producătoarea de film Nancy Juvonen, co-proprietara casei de producție Flower Films. Cei doi au împreună două fiice, Frances Cole Fallon (n. 2014) și Winnie Rose Fallon (n. 2013), ambele născute prin surogat. Fallon și familia sa trăiesc în Sagaponack, New York.

## Filmografie

### Film
| An   | Titlu                               | Rol                         | Note                    |
| ---- | ----------------------------------- | --------------------------- | ----------------------- |
| 2000 | Almost Famous                       | Dennis Hope                 |                         |
| 2002 | The Rutles 2: Can't Buy Me Lunch    | Reporter                    |                         |
| 2003 | Anything Else                       | Bob                         |                         |
| 2003 | The Scheme                          | Ray                         | Filmat în 1998          |
| 2004 | Taxi                                | Det. Andrew "Andy" Washburn |                         |
| 2005 | Fever Pitch                         | Ben Wrightman               |                         |
| 2006 | Doogal                              | Dylan (voce)                |                         |
| 2006 | Arthur and the Invisibles           | Prince Betameche (voce)     |                         |
| 2006 | Factory Girl                        | Chuck Wein                  |                         |
| 2008 | The Year of Getting to Know Us      | Christopher Rocket          |                         |
| 2009 | Whip It                             | Johnny Rocket               |                         |
| 2009 | Arthur and the Revenge of Maltazard | Prince Betameche (voce)     |                         |
| 2010 | Arthur 3: The War of the Two Worlds | Prince Betameche (voce)     |                         |
| 2011 | Bucky Larson: Born to Be a Star     | El însuși                   | Cameo                   |
| 2015 | Get Hard                            | El însuși                   | Cameo                   |
| 2015 | Ted 2                               | El însuși                   | Cameo                   |
| 2015 | Jurassic World                      | El însuși                   | Cameo                   |
| 2015 | Jem and the Holograms               | El însuși                   | Cameo                   |
| 2016 | Popstar: Never Stop Never Stopping  | El însuși                   | Cameo                   |
| 2019 | Dads                                | El însuși                   | film documentar         |
| 2020 | Siempre, Luis                       | El însuși                   | film documentar; arhivă |
| 2020 | The Stand In                        | El însuși                   |                         |
| 2022 | Marry Me                            | El însuși                   |                         |

### Televiziune

Intrarea spre studiourile NBC (The Tonight Show Starring Jimmy Fallon)

| An           | Titlu                                       | Rol                        | Note                                                           |
| ------------ | ------------------------------------------- | -------------------------- | -------------------------------------------------------------- |
| 1998–2004    | Saturday Night Live                         | El însuși / Diverse        | 120 episoade                                                   |
| 1998         | Spin City                                   | Fotograf                   | Episod: "The Marrying Men"                                     |
| 2001         | Band of Brothers                            | 2nd Lt. George C. Rice     | Episod: "Crossroads"                                           |
| 2001         | 2001 MTV Movie Awards                       | El însuși (gazdă)          |                                                                |
| 2002         | 2002 MTV Video Music Awards                 | El însuși (gazdă)          |                                                                |
| 2003         | Late Show with David Letterman              | El însuși (gazdă)          | Episod: "June 27, 2003"                                        |
| 2005         | 2005 MTV Movie Awards                       | Himself (host)             |                                                                |
| 2009–2012    | 30 Rock                                     | El însuși / Young Jack     | 4 episoade                                                     |
| 2009–2014    | Late Night with Jimmy Fallon                | El însuși (gazdă)          | 969 episoade; scenarist                                        |
| 2009–2010    | The Electric Company                        | El însuși                  | 8 episoade                                                     |
| 2009–2020    | Macy's Thanksgiving Day Parade              | El însuși                  | Alături de The Roots, 7 episoade                               |
| 2009         | Sesame Street                               | Wild Nature Survivor Guy   | Episod: "Wild Nature Survivor Guy"                             |
| 2009         | Family Guy                                  | El însuși                  | Episod: "We Love You, Conrad"                                  |
| 2009         | Gossip Girl                                 | El însuși                  | Episod: "The Grandfather: Part II"                             |
| 2010         | 62nd Primetime Emmy Awards                  | El însuși (gazdă)          |                                                                |
| 2010         | Delocated                                   | El însuși                  | Episod: "Kim's Krafts"                                         |
| 2011–2017    | Saturday Night Live                         | El însuși (gazdă)          | 3 episoade                                                     |
| 2011         | Silent Library                              | El însuși                  | Episod: "Jimmy Fallon/The Roots"                               |
| 2012         | iCarly                                      | El însuși                  | Episod: "iShock America"                                       |
| 2012–2013    | Guys with Kids                              | N/A                        | 17 episoade; co-creator                                        |
| 2014–present | The Tonight Show Starring Jimmy Fallon      | El însuși (gazdă)          | scenarist și producător                                        |
| 2015–present | Lip Sync Battle                             | El însuși                  | Episod: "Dwayne Johnson vs. Jimmy Fallon"; producător executiv |
| 2015         | Louie                                       | El însuși                  | Episod: "A La Carte"                                           |
| 2015         | The Spoils Before Dying                     | Detective Kenneth Bluntley | Episod: "The Trip Trap"                                        |
| 2015         | The Jim Gaffigan Show                       | El însuși                  | "My Friend the Priest"                                         |
| 2016         | Maya & Marty                                | Todd                       | Episod: "Pilot"                                                |
| 2017         | 74th Golden Globe Awards                    | El însuși (gazdă)          |                                                                |
| 2017         | Saturday Night Live Weekend Update Thursday | George Washington          | Episod: "4.2"                                                  |
| 2019         | The Boys                                    | El însuși                  | Episod: "The Name of the Game"                                 |
| 2021         | Girls5eva                                   | El însuși                  | Episod: "Pilot"                                                |

### Jocuri video
| An   | Titlu                    | Rol (voce)                                      |
| ---- | ------------------------ | ----------------------------------------------- |
| 2015 | Lego Jurassic World      | El însuși                                       |
| 2018 | The Jackbox Party Pack 5 | El însuși (în You Don't Know Jack: Full Stream) |